# Concacaf Nations League A 2019/2020
Concacaf Nations League A 2019/2020 spelas mellan 5 september och 19 november 2019 med finalspelet i juni 2021.

## Nationer
- Bermuda
- Costa Rica
- Curaçao
- Haiti
- Honduras
- Kanada
- Kuba
- Martinique
- Mexiko
- Panama
- USA
- Trinidad och Tobago

## Grupper

### Grupp A
| Nr | Lag    | S | V | O | F | GM | IM | MS  | P |
| -- | ------ | - | - | - | - | -- | -- | --- | - |
| 1  | USA    | 4 | 3 | 0 | 1 | 15 | 3  | +12 | 9 |
| 2  | Kanada | 4 | 3 | 0 | 1 | 10 | 4  | +6  | 9 |
| 3  | Kuba   | 4 | 0 | 0 | 4 | 0  | 18 | −18 | 0 |

|             | 7 september 2019 | Kanada                                                                                      | 6 – 0           | Kuba | BMO Field                                                  |                                                            |
| 20:00 UTC−4 | 20:00 UTC−4      | Junior Hoilett 13′, 50′, 82′ (str.) Jonathan David 21′ Jonathan Osorio 52′ Doneil Henry 65′ | (2 – 0) Rapport |      | Toronto Publik: 10 224 Domare: Fernando Hernández (Mexiko) | Toronto Publik: 10 224 Domare: Fernando Hernández (Mexiko) |
| 20:00 UTC−4 | 20:00 UTC−4      |                                                                                             |                 |      | Toronto Publik: 10 224 Domare: Fernando Hernández (Mexiko) | Toronto Publik: 10 224 Domare: Fernando Hernández (Mexiko) |
| 20:00 UTC−4 | 20:00 UTC−4      |                                                                                             |                 |      | Toronto Publik: 10 224 Domare: Fernando Hernández (Mexiko) | Toronto Publik: 10 224 Domare: Fernando Hernández (Mexiko) |

|             | 10 september 2019 | Kuba | 0 – 1           | Kanada             | Truman Bodden Sports Complex                                            |                                                                         |
| 18:15 UTC−5 | 18:15 UTC−5       |      | (0 – 1) Rapport | 9′ Alphonso Davies | George Town (Caymanöarna) Publik: 420 Domare: Mario Escobar (Guatemala) | George Town (Caymanöarna) Publik: 420 Domare: Mario Escobar (Guatemala) |
| 18:15 UTC−5 | 18:15 UTC−5       |      |                 |                    | George Town (Caymanöarna) Publik: 420 Domare: Mario Escobar (Guatemala) | George Town (Caymanöarna) Publik: 420 Domare: Mario Escobar (Guatemala) |
| 18:15 UTC−5 | 18:15 UTC−5       |      |                 |                    | George Town (Caymanöarna) Publik: 420 Domare: Mario Escobar (Guatemala) | George Town (Caymanöarna) Publik: 420 Domare: Mario Escobar (Guatemala) |

|             | 11 oktober 2019 | USA | 7 – 0           | Kuba | Audi Field                                                       |                                                                  |
| 19:00 UTC−4 | 19:00 UTC−4     | Weston McKennie 1′, 5′, 13′ Jordan Morris 9′ Dario Ramos 37′ (sjm.) Josh Sargent 40′ Christian Pulisic 62′ (str.) | (6 – 0) Rapport |      | Washington Publik: 13 784 Domare: José Raúl Torres (Puerto Rico) | Washington Publik: 13 784 Domare: José Raúl Torres (Puerto Rico) |
| 19:00 UTC−4 | 19:00 UTC−4     | |                 |      | Washington Publik: 13 784 Domare: José Raúl Torres (Puerto Rico) | Washington Publik: 13 784 Domare: José Raúl Torres (Puerto Rico) |
| 19:00 UTC−4 | 19:00 UTC−4     | |                 |      | Washington Publik: 13 784 Domare: José Raúl Torres (Puerto Rico) | Washington Publik: 13 784 Domare: José Raúl Torres (Puerto Rico) |

|             | 15 oktober 2019 | Kanada                                    | 2 – 0           | USA | BMO Field                                                 |                                                           |
| 19:30 UTC−4 | 19:30 UTC−4     | Alphonso Davies 63′ Lucas Cavallini 90+1′ | (0 – 0) Rapport |     | Toronto Publik: 17 126 Domare: Daneon Parchment (Jamaica) | Toronto Publik: 17 126 Domare: Daneon Parchment (Jamaica) |
| 19:30 UTC−4 | 19:30 UTC−4     |                                           |                 |     | Toronto Publik: 17 126 Domare: Daneon Parchment (Jamaica) | Toronto Publik: 17 126 Domare: Daneon Parchment (Jamaica) |
| 19:30 UTC−4 | 19:30 UTC−4     |                                           |                 |     | Toronto Publik: 17 126 Domare: Daneon Parchment (Jamaica) | Toronto Publik: 17 126 Domare: Daneon Parchment (Jamaica) |

|             | 15 november 2019 | USA                                                   | 4 – 1           | Kanada             | Exploria Stadium                                           |                                                            |
| 19:00 UTC−5 | 19:00 UTC−5      | Jordan Morris 2′ Gyasi Zardes 23′, 89′ Aaron Long 34′ | (3 – 0) Rapport | 72′ Steven Vitória | Orlando Publik: 13 103 Domare: César Arturo Ramos (Mexiko) | Orlando Publik: 13 103 Domare: César Arturo Ramos (Mexiko) |
| 19:00 UTC−5 | 19:00 UTC−5      |                                                       |                 |                    | Orlando Publik: 13 103 Domare: César Arturo Ramos (Mexiko) | Orlando Publik: 13 103 Domare: César Arturo Ramos (Mexiko) |
| 19:00 UTC−5 | 19:00 UTC−5      |                                                       |                 |                    | Orlando Publik: 13 103 Domare: César Arturo Ramos (Mexiko) | Orlando Publik: 13 103 Domare: César Arturo Ramos (Mexiko) |

|             | 19 november 2019 | Kuba | 0 – 4           | USA                                         | Truman Bodden Sports Complex                                        |                                                                     |
| 19:30 UTC−5 | 19:30 UTC−5      |      | (0 – 3) Rapport | 1′, 66′ Josh Sargent 26′, 39′ Jordan Morris | George Town (Caymanöarna) Publik: 1 966 Domare: John Pitti (Panama) | George Town (Caymanöarna) Publik: 1 966 Domare: John Pitti (Panama) |
| 19:30 UTC−5 | 19:30 UTC−5      |      |                 |                                             | George Town (Caymanöarna) Publik: 1 966 Domare: John Pitti (Panama) | George Town (Caymanöarna) Publik: 1 966 Domare: John Pitti (Panama) |
| 19:30 UTC−5 | 19:30 UTC−5      |      |                 |                                             | George Town (Caymanöarna) Publik: 1 966 Domare: John Pitti (Panama) | George Town (Caymanöarna) Publik: 1 966 Domare: John Pitti (Panama) |

### Grupp B
| Nr | Lag     | S | V | O | F | GM | IM | MS  | P  |
| -- | ------- | - | - | - | - | -- | -- | --- | -- |
| 1  | Mexiko  | 4 | 4 | 0 | 0 | 13 | 2  | +11 | 12 |
| 2  | Panama  | 4 | 1 | 0 | 3 | 5  | 9  | −4  | 3  |
| 3  | Bermuda | 4 | 1 | 0 | 3 | 5  | 11 | −6  | 3  |

|             | 5 september 2019 | Bermuda                    | 1 – 4           | Panama                                                                     | Nationalstadion                                            |                                                            |
| 19:00 UTC−3 | 19:00 UTC−3      | Harold Cummings 44′ (sjm.) | (1 – 2) Rapport | 31′, 66′ Gabriel Torres 45′ Rolando Blackburn 90+3′ Adalberto Carrasquilla | Hamilton Publik: 189 Domare: Raúl Castro Zúñiga (Honduras) | Hamilton Publik: 189 Domare: Raúl Castro Zúñiga (Honduras) |
| 19:00 UTC−3 | 19:00 UTC−3      |                            |                 |                                                                            | Hamilton Publik: 189 Domare: Raúl Castro Zúñiga (Honduras) | Hamilton Publik: 189 Domare: Raúl Castro Zúñiga (Honduras) |
| 19:00 UTC−3 | 19:00 UTC−3      |                            |                 |                                                                            | Hamilton Publik: 189 Domare: Raúl Castro Zúñiga (Honduras) | Hamilton Publik: 189 Domare: Raúl Castro Zúñiga (Honduras) |

|             | 8 september 2019 | Panama | 0 – 2           | Bermuda              | Estadio Rommel Fernández                                       |                                                                |
| 20:00 UTC−5 | 20:00 UTC−5      |        | (0 – 1) Rapport | 22′, 61′ Nahki Wells | Panama City Publik: 12 053 Domare: Nitzar Sandoval (Nicaragua) | Panama City Publik: 12 053 Domare: Nitzar Sandoval (Nicaragua) |
| 20:00 UTC−5 | 20:00 UTC−5      |        |                 |                      | Panama City Publik: 12 053 Domare: Nitzar Sandoval (Nicaragua) | Panama City Publik: 12 053 Domare: Nitzar Sandoval (Nicaragua) |
| 20:00 UTC−5 | 20:00 UTC−5      |        |                 |                      | Panama City Publik: 12 053 Domare: Nitzar Sandoval (Nicaragua) | Panama City Publik: 12 053 Domare: Nitzar Sandoval (Nicaragua) |

|             | 11 oktober 2019 | Bermuda         | 1 – 5   | Mexiko                                                                             | Nationalstadion                                          |                                                          |
| 22:00 UTC−3 | 22:00 UTC−3     | Nahki Wells 56′ | Rapport | 25′ Uriel Antuna 45+2′, 53′ José Juan Macías 60′ Hirving Lozano 71′ Héctor Herrera | Hamilton Publik: 705 Domare: Henry Bejarano (Costa Rica) | Hamilton Publik: 705 Domare: Henry Bejarano (Costa Rica) |
| 22:00 UTC−3 | 22:00 UTC−3     |                 |         |                                                                                    | Hamilton Publik: 705 Domare: Henry Bejarano (Costa Rica) | Hamilton Publik: 705 Domare: Henry Bejarano (Costa Rica) |
| 22:00 UTC−3 | 22:00 UTC−3     |                 |         |                                                                                    | Hamilton Publik: 705 Domare: Henry Bejarano (Costa Rica) | Hamilton Publik: 705 Domare: Henry Bejarano (Costa Rica) |

|             | 15 oktober 2019 | Mexiko                                                          | 3 – 1           | Panama                    | Aztekastadion                                                |                                                              |
| 20:30 UTC−5 | 20:30 UTC−5     | Roberto Alvarado 28′ José Juan Macías 75′ Rodolfo Pizarro 90+2′ | (1 – 1) Rapport | 42′ (sjm.) Carlos Salcedo | Mexico City Publik: 41 075 Domare: Iván Barton (El Salvador) | Mexico City Publik: 41 075 Domare: Iván Barton (El Salvador) |
| 20:30 UTC−5 | 20:30 UTC−5     |                                                                 |                 |                           | Mexico City Publik: 41 075 Domare: Iván Barton (El Salvador) | Mexico City Publik: 41 075 Domare: Iván Barton (El Salvador) |
| 20:30 UTC−5 | 20:30 UTC−5     |                                                                 |                 |                           | Mexico City Publik: 41 075 Domare: Iván Barton (El Salvador) | Mexico City Publik: 41 075 Domare: Iván Barton (El Salvador) |

|             | 15 november 2019 | Panama | 0 – 3           | Mexiko                                        | Estadio Rommel Fernández                                        |                                                                 |
| 21:00 UTC−5 | 21:00 UTC−5      |        | (0 – 1) Rapport | 8′, 85′ (str.) Raúl Jiménez 70′ Edson Álvarez | Panama City Publik: 16 407 Domare: Ricardo Montero (Costa Rica) | Panama City Publik: 16 407 Domare: Ricardo Montero (Costa Rica) |
| 21:00 UTC−5 | 21:00 UTC−5      |        |                 |                                               | Panama City Publik: 16 407 Domare: Ricardo Montero (Costa Rica) | Panama City Publik: 16 407 Domare: Ricardo Montero (Costa Rica) |
| 21:00 UTC−5 | 21:00 UTC−5      |        |                 |                                               | Panama City Publik: 16 407 Domare: Ricardo Montero (Costa Rica) | Panama City Publik: 16 407 Domare: Ricardo Montero (Costa Rica) |

|             | 19 november 2019 | Mexiko                                             | 2 – 1           | Bermuda            | Estadio Nemesio Díez                        |                                             |
| 20:30 UTC−6 | 20:30 UTC−6      | Francisco Sebastián Córdova 27′ Uriel Antuna 90+3′ | (1 – 1) Rapport | 10′ Dante Leverock | Toluca Domare: Ismael Cornejo (El Salvador) | Toluca Domare: Ismael Cornejo (El Salvador) |
| 20:30 UTC−6 | 20:30 UTC−6      |                                                    |                 |                    | Toluca Domare: Ismael Cornejo (El Salvador) | Toluca Domare: Ismael Cornejo (El Salvador) |
| 20:30 UTC−6 | 20:30 UTC−6      |                                                    |                 |                    | Toluca Domare: Ismael Cornejo (El Salvador) | Toluca Domare: Ismael Cornejo (El Salvador) |

### Grupp C
| Nr | Lag                 | S | V | O | F | GM | IM | MS | P  |
| -- | ------------------- | - | - | - | - | -- | -- | -- | -- |
| 1  | Honduras            | 4 | 3 | 1 | 0 | 8  | 1  | +7 | 10 |
| 2  | Martinique          | 4 | 0 | 3 | 1 | 4  | 5  | −1 | 3  |
| 3  | Trinidad och Tobago | 4 | 0 | 2 | 2 | 3  | 9  | −6 | 2  |

|             | 6 september 2019 | Martinique         | 1 – 1           | Trinidad och Tobago     | Stade Pierre-Aliker                                       |                                                           |
| 18:00 UTC−4 | 18:00 UTC−4      | Cyril Mandouki 41′ | (1 – 0) Rapport | 65′ (str.) Joevin Jones | Fort-de-France Publik: 4 678 Domare: José Kellys (Panama) | Fort-de-France Publik: 4 678 Domare: José Kellys (Panama) |
| 18:00 UTC−4 | 18:00 UTC−4      |                    |                 |                         | Fort-de-France Publik: 4 678 Domare: José Kellys (Panama) | Fort-de-France Publik: 4 678 Domare: José Kellys (Panama) |
| 18:00 UTC−4 | 18:00 UTC−4      |                    |                 |                         | Fort-de-France Publik: 4 678 Domare: José Kellys (Panama) | Fort-de-France Publik: 4 678 Domare: José Kellys (Panama) |

|             | 9 september 2019 | Trinidad och Tobago              | 2 – 2           | Martinique                             | Hasely Crawford Stadium                                     |                                                             |
| 21:00 UTC−4 | 21:00 UTC−4      | Kevin Molino 17′ Ryan Telfer 46′ | (1 – 0) Rapport | 60′ (sjm.) Daniel Carr 80′ Jordy Delem | Port of Spain Publik: 13 465 Domare: Diego Montaño (Mexiko) | Port of Spain Publik: 13 465 Domare: Diego Montaño (Mexiko) |
| 21:00 UTC−4 | 21:00 UTC−4      |                                  |                 |                                        | Port of Spain Publik: 13 465 Domare: Diego Montaño (Mexiko) | Port of Spain Publik: 13 465 Domare: Diego Montaño (Mexiko) |
| 21:00 UTC−4 | 21:00 UTC−4      |                                  |                 |                                        | Port of Spain Publik: 13 465 Domare: Diego Montaño (Mexiko) | Port of Spain Publik: 13 465 Domare: Diego Montaño (Mexiko) |

|             | 10 oktober 2019 | Trinidad och Tobago | 0 – 2           | Honduras                             | Hasely Crawford Stadium                                        |                                                                |
| 19:00 UTC−4 | 19:00 UTC−4     |                     | (0 – 0) Rapport | 52′ Brayan Moya 90′ Douglas Martínez | Port of Spain Publik: 13 804 Domare: Mario Escobar (Guatemala) | Port of Spain Publik: 13 804 Domare: Mario Escobar (Guatemala) |
| 19:00 UTC−4 | 19:00 UTC−4     |                     |                 |                                      | Port of Spain Publik: 13 804 Domare: Mario Escobar (Guatemala) | Port of Spain Publik: 13 804 Domare: Mario Escobar (Guatemala) |
| 19:00 UTC−4 | 19:00 UTC−4     |                     |                 |                                      | Port of Spain Publik: 13 804 Domare: Mario Escobar (Guatemala) | Port of Spain Publik: 13 804 Domare: Mario Escobar (Guatemala) |

|             | 13 oktober 2019 | Honduras                     | 1 – 0           | Martinique | Estadio Olímpico Metropolitano                                 |                                                                |
| 20:00 UTC−6 | 20:00 UTC−6     | Romario Barthéléry 4′ (sjm.) | (1 – 0) Rapport |            | San Pedro Sula Publik: 34 265 Domare: Adonai Escobedo (Mexiko) | San Pedro Sula Publik: 34 265 Domare: Adonai Escobedo (Mexiko) |
| 20:00 UTC−6 | 20:00 UTC−6     |                              |                 |            | San Pedro Sula Publik: 34 265 Domare: Adonai Escobedo (Mexiko) | San Pedro Sula Publik: 34 265 Domare: Adonai Escobedo (Mexiko) |
| 20:00 UTC−6 | 20:00 UTC−6     |                              |                 |            | San Pedro Sula Publik: 34 265 Domare: Adonai Escobedo (Mexiko) | San Pedro Sula Publik: 34 265 Domare: Adonai Escobedo (Mexiko) |

|             | 14 november 2019 | Martinique          | 1 – 1           | Honduras             | Stade Pierre-Aliker                                  |                                                      |
| 21:00 UTC−4 | 21:00 UTC−4      | Emmanuel Rivière 5′ | (1 – 0) Rapport | 65′ Juan Ramón Mejía | Fort-de-France Publik: 1 453 Domare: Ted Unkel (USA) | Fort-de-France Publik: 1 453 Domare: Ted Unkel (USA) |
| 21:00 UTC−4 | 21:00 UTC−4      |                     |                 |                      | Fort-de-France Publik: 1 453 Domare: Ted Unkel (USA) | Fort-de-France Publik: 1 453 Domare: Ted Unkel (USA) |
| 21:00 UTC−4 | 21:00 UTC−4      |                     |                 |                      | Fort-de-France Publik: 1 453 Domare: Ted Unkel (USA) | Fort-de-France Publik: 1 453 Domare: Ted Unkel (USA) |

|             | 17 november 2019 | Honduras                                                        | 4 – 0           | Trinidad och Tobago | Estadio Olímpico Metropolitano |                |
| 19:00 UTC−6 | 19:00 UTC−6      | Jonathan Toro 5′ Brayan Moya 20′ Alberth Elis 45+2′ (str.), 54′ | (3 – 0) Rapport |                     | San Pedro Sula                 | San Pedro Sula |
| 19:00 UTC−6 | 19:00 UTC−6      |                                                                 |                 |                     | San Pedro Sula                 | San Pedro Sula |
| 19:00 UTC−6 | 19:00 UTC−6      |                                                                 |                 |                     | San Pedro Sula                 | San Pedro Sula |

### Grupp D
| Nr | Lag        | S | V | O | F | GM | IM | MS | P |
| -- | ---------- | - | - | - | - | -- | -- | -- | - |
| 1  | Costa Rica | 4 | 1 | 3 | 0 | 4  | 3  | +1 | 6 |
| 2  | Curaçao    | 4 | 1 | 2 | 1 | 3  | 3  | 0  | 5 |
| 3  | Haiti      | 4 | 0 | 3 | 1 | 3  | 4  | −1 | 3 |

|             | 7 september 2019 | Curaçao        | 1 – 0           | Haiti | Ergilio Hato Stadium                                         |                                                              |
| 18:00 UTC−4 | 18:00 UTC−4      | Elson Hooi 70′ | (0 – 0) Rapport |       | Willemstad Publik: 8 346 Domare: Keylor Herrera (Costa Rica) | Willemstad Publik: 8 346 Domare: Keylor Herrera (Costa Rica) |
| 18:00 UTC−4 | 18:00 UTC−4      |                |                 |       | Willemstad Publik: 8 346 Domare: Keylor Herrera (Costa Rica) | Willemstad Publik: 8 346 Domare: Keylor Herrera (Costa Rica) |
| 18:00 UTC−4 | 18:00 UTC−4      |                |                 |       | Willemstad Publik: 8 346 Domare: Keylor Herrera (Costa Rica) | Willemstad Publik: 8 346 Domare: Keylor Herrera (Costa Rica) |

|             | 10 september 2019 | Haiti                | 1 – 1           | Curaçao        | Stade Sylvio Cator                                                        |                                                                           |
| 18:00 UTC−4 | 18:00 UTC−4       | Frantzdy Pierrot 15′ | (1 – 1) Rapport | 41′ Elson Hooi | Port-au-Prince Publik: 9 654 Domare: Walter López Castellanos (Guatemala) | Port-au-Prince Publik: 9 654 Domare: Walter López Castellanos (Guatemala) |
| 18:00 UTC−4 | 18:00 UTC−4       |                      |                 |                | Port-au-Prince Publik: 9 654 Domare: Walter López Castellanos (Guatemala) | Port-au-Prince Publik: 9 654 Domare: Walter López Castellanos (Guatemala) |
| 18:00 UTC−4 | 18:00 UTC−4       |                      |                 |                | Port-au-Prince Publik: 9 654 Domare: Walter López Castellanos (Guatemala) | Port-au-Prince Publik: 9 654 Domare: Walter López Castellanos (Guatemala) |

|             | 10 oktober 2019 | Haiti                | 1 – 1           | Costa Rica               | Thomas Robinson Stadium                                      |                                                              |
| 21:00 UTC−4 | 21:00 UTC−4     | Frantzdy Pierrot 82′ | (0 – 0) Rapport | 53′ José Guillermo Ortiz | Nassau (Bahamas) Publik: 4 012 Domare: Drew Fischer (Kanada) | Nassau (Bahamas) Publik: 4 012 Domare: Drew Fischer (Kanada) |
| 21:00 UTC−4 | 21:00 UTC−4     |                      |                 |                          | Nassau (Bahamas) Publik: 4 012 Domare: Drew Fischer (Kanada) | Nassau (Bahamas) Publik: 4 012 Domare: Drew Fischer (Kanada) |
| 21:00 UTC−4 | 21:00 UTC−4     |                      |                 |                          | Nassau (Bahamas) Publik: 4 012 Domare: Drew Fischer (Kanada) | Nassau (Bahamas) Publik: 4 012 Domare: Drew Fischer (Kanada) |

|             | 13 oktober 2019 | Costa Rica | 0 – 0   | Curaçao | Estadio Alejandro Morera Soto                           |                                                         |
| 18:00 UTC−6 | 18:00 UTC−6     |            | Rapport |         | Alajuela Publik: 7 256 Domare: Armando Villarreal (USA) | Alajuela Publik: 7 256 Domare: Armando Villarreal (USA) |
| 18:00 UTC−6 | 18:00 UTC−6     |            |         |         | Alajuela Publik: 7 256 Domare: Armando Villarreal (USA) | Alajuela Publik: 7 256 Domare: Armando Villarreal (USA) |
| 18:00 UTC−6 | 18:00 UTC−6     |            |         |         | Alajuela Publik: 7 256 Domare: Armando Villarreal (USA) | Alajuela Publik: 7 256 Domare: Armando Villarreal (USA) |

|             | 14 november 2019 | Curaçao           | 1 – 2           | Costa Rica                                   | Ergilio Hato Stadium                                   |                                                        |
| 19:30 UTC−4 | 19:30 UTC−4      | Rangelo Janga 20′ | (1 – 1) Rapport | 14′ (str.) Johan Venegas 84′ Francisco Calvo | Willemstad Publik: 11 387 Domare: Marco Ortiz (Mexiko) | Willemstad Publik: 11 387 Domare: Marco Ortiz (Mexiko) |
| 19:30 UTC−4 | 19:30 UTC−4      |                   |                 |                                              | Willemstad Publik: 11 387 Domare: Marco Ortiz (Mexiko) | Willemstad Publik: 11 387 Domare: Marco Ortiz (Mexiko) |
| 19:30 UTC−4 | 19:30 UTC−4      |                   |                 |                                              | Willemstad Publik: 11 387 Domare: Marco Ortiz (Mexiko) | Willemstad Publik: 11 387 Domare: Marco Ortiz (Mexiko) |

|             | 17 november 2019 | Costa Rica          | 1 – 1           | Haiti                    | Estadio Ricardo Saprissa Aymá             |                                           |
| 17:00 UTC−6 | 17:00 UTC−6      | Francisco Calvo 27′ | (1 – 1) Rapport | 38′ (str.) Duckens Nazon | San José Domare: Said Martínez (Honduras) | San José Domare: Said Martínez (Honduras) |
| 17:00 UTC−6 | 17:00 UTC−6      |                     |                 |                          | San José Domare: Said Martínez (Honduras) | San José Domare: Said Martínez (Honduras) |
| 17:00 UTC−6 | 17:00 UTC−6      |                     |                 |                          | San José Domare: Said Martínez (Honduras) | San José Domare: Said Martínez (Honduras) |

## Slutspel

### Seeding
| Nr | Lag (grupp)    | S | V | O | F | GM | IM | MS  | P  |
| -- | -------------- | - | - | - | - | -- | -- | --- | -- |
| 1  | Mexiko (B)     | 4 | 4 | 0 | 0 | 13 | 2  | +11 | 12 |
| 2  | Honduras (C)   | 4 | 3 | 1 | 0 | 8  | 1  | +7  | 10 |
| 3  | USA (A)        | 4 | 3 | 0 | 1 | 15 | 3  | +12 | 9  |
| 4  | Costa Rica (D) | 4 | 1 | 3 | 0 | 4  | 3  | +1  | 6  |

### Slutspelsträd
|  | Semifinaler     | Semifinaler |   |                   | Final        | Final |  |
|  |                 |             |   |                   |              |       |  |
|  | 3 juni 2021     |             |   |                   |              |       |  |
|  | 2 Honduras      | 0           |   |                   |              |       |  |
|  | 3 USA           | 1           |   |                   |              |       |  |
|  |                 |             |   |                   |              |       |  |
|  |                 |             |   |                   | 6 juni 2021  |       |  |
|  |                 |             |   |                   | 3 USA (e.f.) | 3     |  |
|  |                 | 1 Mexiko    | 2 |                   |              |       |  |
|  |                 |             |   |                   |              |       |  |
|  |                 |             |   |                   |              |       |  |
|  |                 |             |   |                   | Bronsmatch   |       |  |
|  | 3 juni 2021     | 3 juni 2021 |   | 6 juni 2021       | 6 juni 2021  |       |  |
|  | 1 Mexiko (str.) | 0 (5)       |   | 2 Honduras (str.) | 2 (5)        |       |  |
|  | 4 Costa Rica    | 0 (4)       |   |                   | 4 Costa Rica | 2 (4) |  |

### Semifinaler
|             | 3 juni 2021 | Honduras | 0 – 1           | USA              | Empower Field at Mile High                            |                                                       |
| 17:36 UTC−6 | 17:36 UTC−6 |          | (0 – 0) Rapport | 89′ Jordan Pefok | Denver Publik: 34 451 Domare: Oshane Nation (Jamaica) | Denver Publik: 34 451 Domare: Oshane Nation (Jamaica) |
| 17:36 UTC−6 | 17:36 UTC−6 |          |                 |                  | Denver Publik: 34 451 Domare: Oshane Nation (Jamaica) | Denver Publik: 34 451 Domare: Oshane Nation (Jamaica) |
| 17:36 UTC−6 | 17:36 UTC−6 |          |                 |                  | Denver Publik: 34 451 Domare: Oshane Nation (Jamaica) | Denver Publik: 34 451 Domare: Oshane Nation (Jamaica) |

|             | 3 juni 2021 | Mexiko                                                                          | 0 – 0                      | Costa Rica                                                                          | Empower Field at Mile High                            |                                                       |
| 20:36 UTC−6 | 20:36 UTC−6 |                                                                                 | Rapport                    |                                                                                     | Denver Publik: 34 451 Domare: Bryan López (Guatemala) | Denver Publik: 34 451 Domare: Bryan López (Guatemala) |
| 20:36 UTC−6 | 20:36 UTC−6 |                                                                                 |                            |                                                                                     | Denver Publik: 34 451 Domare: Bryan López (Guatemala) | Denver Publik: 34 451 Domare: Bryan López (Guatemala) |
| 20:36 UTC−6 | 20:36 UTC−6 | Uriel Antuna Hirving Lozano Orbelín Pineda Alan Pulido Luis Romo Jesús Gallardo | Straffsparksläggning 5 – 4 | Johan Venegas Óscar Duarte Bernald Alfaro Ariel Lassiter Francisco Calvo Allan Cruz | Denver Publik: 34 451 Domare: Bryan López (Guatemala) | Denver Publik: 34 451 Domare: Bryan López (Guatemala) |

### Bronsmatch
|             | 6 juni 2021 | Honduras                                                                             | 2 – 2                      | Costa Rica                                                                            | Empower Field at Mile High                         |                                                    |
| 16:36 UTC−6 | 16:36 UTC−6 | Edwin Rodríguez 48′ Alberth Elis 80′                                                 | (0 – 1) Rapport            | 8′ Joel Campbell 85′ Francisco Calvo                                                  | Denver Publik: 37 648 Domare: Reon Radix (Grenada) | Denver Publik: 37 648 Domare: Reon Radix (Grenada) |
| 16:36 UTC−6 | 16:36 UTC−6 |                                                                                      |                            |                                                                                       | Denver Publik: 37 648 Domare: Reon Radix (Grenada) | Denver Publik: 37 648 Domare: Reon Radix (Grenada) |
| 16:36 UTC−6 | 16:36 UTC−6 | Alexander López Alberth Elis Jorge Benguché Jonathan Toro Bryan Acosta Éver Alvarado | Straffsparksläggning 5 – 4 | Johan Venegas Francisco Calvo Ariel Lassiter Gerson Torres Joseph Mora Yeltsin Tejeda | Denver Publik: 37 648 Domare: Reon Radix (Grenada) | Denver Publik: 37 648 Domare: Reon Radix (Grenada) |

### Final
|             | 6 juni 2021 | USA                                                                  | 0000 3 – 2 (e.fl.) | Mexiko                                  | Empower Field at Mile High                        |                                                   |
| 19:36 UTC−6 | 19:36 UTC−6 | Giovanni Reyna 27′ Weston McKennie 82′ Christian Pulisic 114′ (str.) | (1 – 1) Rapport    | 2′ Jesús Manuel Corona 79′ Diego Lainez | Denver Publik: 37 648 Domare: John Pitti (Panama) | Denver Publik: 37 648 Domare: John Pitti (Panama) |
| 19:36 UTC−6 | 19:36 UTC−6 |                                                                      |                    |                                         | Denver Publik: 37 648 Domare: John Pitti (Panama) | Denver Publik: 37 648 Domare: John Pitti (Panama) |
| 19:36 UTC−6 | 19:36 UTC−6 |                                                                      |                    |                                         | Denver Publik: 37 648 Domare: John Pitti (Panama) | Denver Publik: 37 648 Domare: John Pitti (Panama) |